# (5584) Izenberg
(5584) Izenberg est un astéroïde de la ceinture principale.

## Description
(5584) Izenberg est un astéroïde de la ceinture principale. Il fut découvert le 31 mai 1989 à l'Observatoire Palomar par Henry E. Holt. Il présente une orbite caractérisée par un demi-grand axe de 2,67 UA, une excentricité de 0,12 et une inclinaison de 12,8° par rapport à l'écliptique.

## Compléments